# 黄花委陵菜
黄花委陵菜（学名：Potentilla chrysantha）为蔷薇科委陵菜属的植物。分布于东欧及俄罗斯、蒙古以及中国大陆的新疆等地，生长于海拔1,000米至2,200米的地区，见于河谷、林缘、草地或水渠边，目前尚未由人工引种栽培。

## 异名
- Potentilla asiatica (Th. Wolf) Juzep.